# Grégory Patin
Grégory Patin est un joueur français de volley-ball né le 5 juillet 1983. Il mesure 1,86 m et joue libero.

## Clubs
| Club               | Pays   | De        | À         |
| ------------------ | ------ | --------- | --------- |
| Beauvais OUC       | France | 2005-2006 | 2005-2006 |
| Asnières Volley 92 | France | 2006-2007 | 2006-2007 |
| Dunkerque GL       | France | 2007-2008 | 2008-2009 |
| Beauvais OUC       | France | 2009-2010 | 2010-2011 |

## Palmarès
- Coupe de France 
  - Finaliste : 2011